# Chirurgie esthétique en Corée du Sud

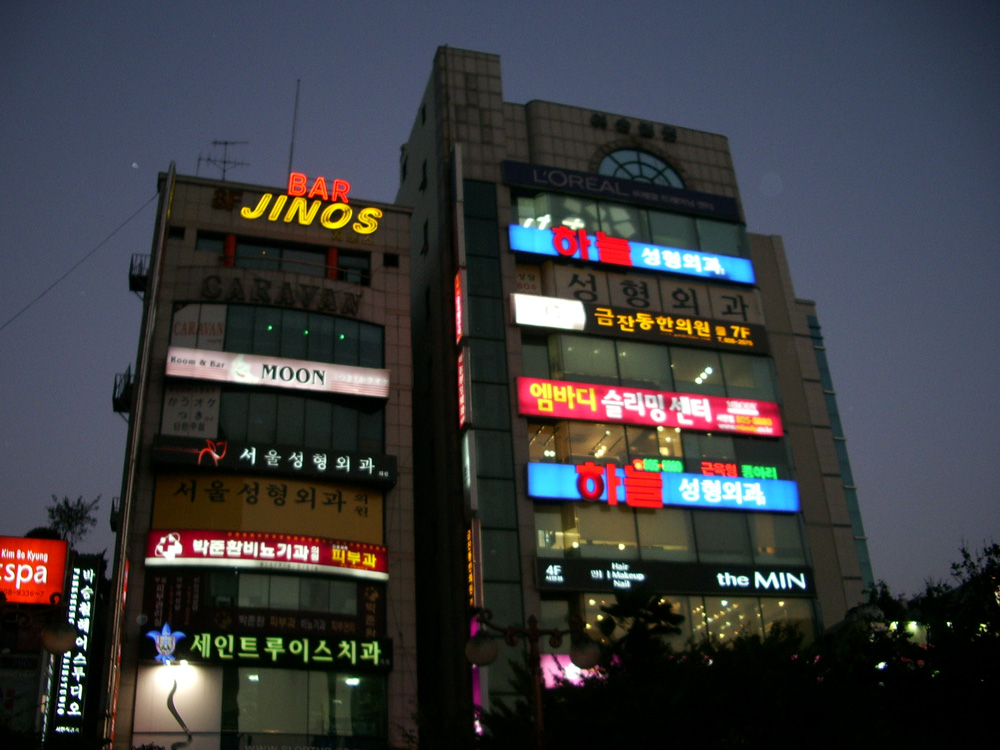
Un bâtiment à Busan, abritant plusieurs cliniques de chirurgie esthétique.

La chirurgie esthétique, réfère a des procédures chirurgicales qui permettent d'améliorer les aspects physiques d'un individu afin d'être esthétiquement plus plaisant. Fortement lié à la chirurgie plastique, la différence est que la chirurgie cosmétique se focalise plus sur l'amélioration des traits physiques d'un individu, comme réduire les signes de vieillissements sans que cela ait rapport à des chirurgies liées à la santé. La chirurgie cosmétique a trouvé sa place dans la culture Coréenne, beaucoup plus commun chez les jeunes femmes Coréennes.  

## Histoire
L'intérêt moderne des Coréens par rapport aux apparences vient du VIIe siècle, venant des racines de la physiognomie (Gwansang). Ce concept qui permet de connecter l'identité et l'apparence est devenu plus fort durant la Colonisation japonaise de la Corée, selon les croyances japonaises certains traits faciaux montre des aptitudes intrinsèques plus fortes.
En 1954, David Ralph Miller, un médecin gradué de l'université Yale ainsi que gradué en tant que  chirurgien cosmétique à l'université d'Harvard fut engagé en tant que chirurgien cosmétique en Corée du Sud. C'est à ce moment que la chirurgie de la double-paupière devient populaire grâce à lui. Aussi appelé blépharoplastie asiatique, cette intervention permet de rendre les yeux plus "occidentaux" aux clients qui effectuent cette intervention. Au milieu des années 1954, Ralph Millard a travaillé sur ses premières chirurgies des fentes labiales, en commençant par une opération réussie sur un garçon coréen de dix ans et en popularisant l'ablation des fentes labiales en Corée du Sud.

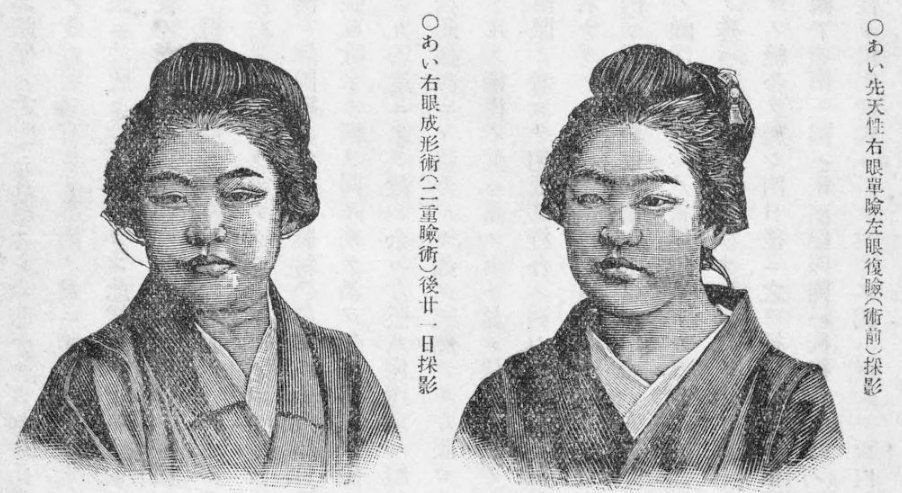
Blépharoplastie dans les années 1800

Due à la crise financière asiatique en 1997, qui eut plusieurs impact en Corée du Sud , le pays a dû introduire plusieurs réformes qui ont irrévocablement privatisé des marchés qui étaient gratuits dans le pays. Les conséquences furent que plusieurs lois créées ont permis aux compagnies de renvoyer leurs employés plus rapidement. En raison de la crise du chômage, les citoyens coréens ont fait tout ce qu'ils pouvaient pour obtenir un avantage sur leurs concurrents pour un poste, y compris à l'aide de la chirurgie esthétique. Ce phénomène est toujours courant, les compagnies en Corée du Sud exigent une photo, la taille et parfois les antécédents familiaux des candidats dans le cadre du processus d'embauche .

## Statistiques
Au fil des ans, la chirurgie plastique est devenue plus acceptée en Corée dans son ensemble, la question "une femme peut-elle bénéficier d'une chirurgie plastique pour le mariage" n'a été acceptée que par 38% en 1994, mais de  66% en 2015. Dans la même enquête, le nombre de femmes ayant subi une chirurgie plastique est passé de 5 % en 1994 à 31 % en 2015. Les femmes obtiennent constamment des scores plus élevés et sont plus favorables aux procédures que les hommes.
La Corée du Sud est souvent appelée la "capitale mondiale de la chirurgie plastique",. La chirurgie esthétique en Corée du Sud n'est pas stigmatisée et est même un cadeau de fin d'études courant. La chirurgie cosmétique sud-coréenne est un leader du marché, la Corée du Sud détenant une part de 25 % du marché mondial. Une Coréenne sur cinq a subi une chirurgie plastique, contre seulement une sur vingt aux États-Unis
.
En 2018, un total de 464 452 patients se sont rendus en Corée du Sud pour une chirurgie esthétique, soit une augmentation de 16,7 % par rapport à 2017.

## Le marché
La Corée du Sud se classe au troisième rang après les États-Unis et le Brésil par rapport au nombre de chirurgies esthétiques pratiquées par an : 1,2 million de chirurgies esthétiques sont pratiquées par an. Le marché coréen est à son meilleur pendant les périodes de vacances, en particulier pendant le chuseok, où les travailleurs peuvent planifier et faire leur chirurgie pendant une période de repos.
Sur le marché coréen de la chirurgie, il existe deux prestataires : les hôpitaux et les cliniques et spas spécialisés et les centres de chirurgie esthétique. En 2021, le marché était évalué à 1,95 milliard de dollars américains.

### Formes de chirurgie cosmétiques

#### Blépharoplastie

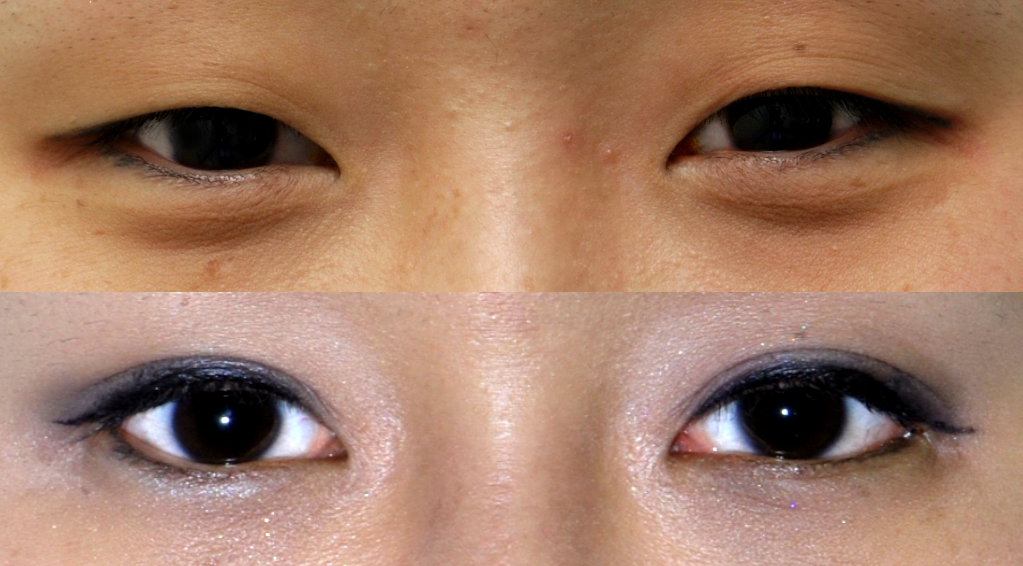
Une Sud-Coréenne, avant et après une blépharoplastie

Cette forme de chirurgie esthétique est également connue sous le nom de "chirurgie des doubles paupières". Il s'agit d'une intervention chirurgicale qui remodèle la peau autour de l'œil, entraînant un pli sur la paupière supérieure. La procédure n'est pas seulement populaire en Corée du Sud, mais aussi dans d'autres pays asiatiques comme Taïwan et l'Inde.
La chirurgie des paupières doubles peut se faire de plusieurs manières, la principale différence étant la forme de l'incision. L'incision complète est souvent pratiquée sur les patients présentant un excès de graisse et de peau dans la paupière supérieure, une incision partielle est pratiquée lorsqu'il n'y a qu'un excès de graisse dans la paupière, alors qu'aucune incision n'est utilisée lorsqu'il n'y a pas d'excès de graisse et de peau. La chirurgie n'est pas considérée comme douloureuse et peut prendre jusqu'à 4 semaines pour récupérer complètement.

#### Chirurgie des joues
Les chirurgies des pommettes sont souvent effectuées pour réduire la taille des joues et de la mâchoire, souvent pour créer une mâchoire en forme de V. Des groupes de K-pop modernes comme Wonder Girls et Girls 'Generation ont créé une tendance pour le visage en forme de V chez les jeunes filles, car il est considéré comme une caractéristique attrayante des idoles de la k-pop. La chirurgie d'une mâchoire en V se fait en enlevant des sections de la mâchoire, mais aussi en réduisant la graisse des joues pour rendre le visage plus mince.
Il existe plusieurs versions de cette procédure ; une réduction zygomatique, une chirurgie V-Line et un remodelage mandibulaire. La chirurgie est considérée comme légèrement douloureuse et le visage peut gonfler pendant plusieurs jours après la chirurgie. Une réduction zygomatique se fait en modifiant la forme de la pommette, l'arcade zygomatique est fracturée pendant la chirurgie et une partie de l'os est rasée pour réduire la position vers l'extérieur. La chirurgie V-Line se fait par la bouche et diminue chirurgicalement la largeur et la hauteur de la mâchoire en rasant une partie de l'os. Le contour mandibulaire est similaire, mais au lieu de reconstruire la forme de la mâchoire comme dans la chirurgie V-Line, il rase une partie de la mâchoire existante pour lui donner une apparence plus féminine.

#### Rhinoplastie

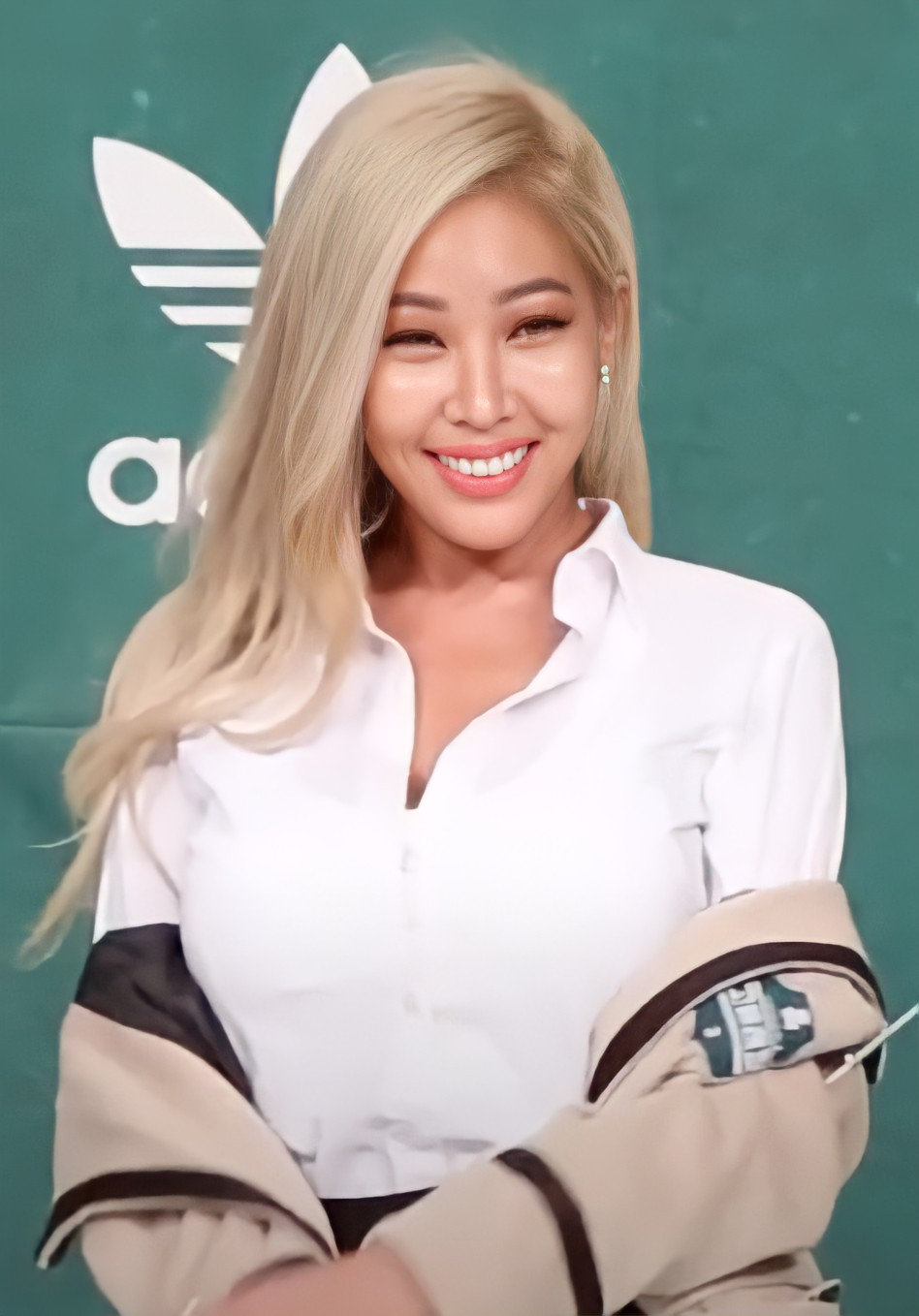
Jessi est une artiste coréenne qui a été très ouverte sur les chirurgie esthétiques qu'elle a faites.

La norme de beauté en Corée est un nez haut et pointu, qui est une caractéristique faciale plus courante dans les pays occidentaux. [citation nécessaire] La chirurgie se fait en faisant une incision dans la columelle, ce qui facilite la restructuration du nez. Une fois la procédure terminée, il faut quelques semaines pour guérir complètement. Cette intervention n'est pas toujours pratiquée comme une chirurgie esthétique, car la restructuration du nez peut également faciliter la respiration. Des exemples de célébrités coréennes qui ont suivi cette procédure incluent Kim Hee-chul, Jessi et Soyou.
Il y a deux façons de faire la procédure, qui sont ouvertes et fermées. La chirurgie ouverte est la plus populaire car elle donne au chirurgien plus de contexte visuel. Elle affecte la columelle, qui guérit souvent sans problème et laisse une cicatrice mineure qui devrait être très difficile à repérer. Dans une chirurgie fermée, toutes les incisions sont faites à l'intérieur du nez.

#### Blanchiment de la peau
Les injections de blanchiment du visage ont également commencé à devenir plus populaires car une peau pâle correspond aux normes de beauté coréennes. L'ingrédient actif de ces injections est le glutathion, la procédure dure 20 minutes. Certains effets négatifs de la procédure sont les suivants : une pression artérielle basse, des éruptions cutanées sur tout le corps et certains problèmes du système digestif comme des nausées ou des vomissements. De nombreux produits de soin de la peau en Asie contiennent des produits chimiques blanchissants pour le visage comme le mercure, qui est connu pour ses effets néfastes sur la santé.

### Tourisme médical
Le tourisme médical est l'acte d'attirer des étrangers pour subir des interventions chirurgicales. Avec la montée en popularité du K-drama et de la K-pop dans le monde, de nombreuses personnes ont choisi la Corée du Sud pour subir des chirurgies esthétiques. « Le secteur de la chirurgie plastique en Corée du Sud gagne en popularité grâce au système de santé rapide, abordable, efficace, sûr et de haute qualité du pays ». En 2019, un total de 211 218 touristes ont visité la Corée du Sud pour une chirurgie plastique
.

## Impacts psychologiques
Une étude réalisée par Charlotte N.Markeya et Patrick M.Markeya montre qu'il existe une corrélation entre l'écoute de la télé-réalité et l'intérêt pour la chirurgie esthétique.
Une autre étude réalisée par Young A. Kim, Duckhee Chae et Hyunlye Kim sur les "Facteurs affectant l'acceptation de la chirurgie esthétique parmi les étudiants de premier cycle" affirme que la montée des normes de beauté véhiculées par la télévision, Internet, les acteurs et les stars de la K-pop affectent le mental des gens en diminuant leur estime de soi et en augmentant leur anxiété. Le message socioculturel transmis par les pairs reflète les hauts standards de beauté devenus la norme.
Les normes de beauté sont également appliquées dans la zone de travail. Les gens se heurtent souvent à une discrimination d'apparence lorsqu'ils essaient de trouver un emploi en Corée du Sud, ce qui normalise davantage la chirurgie plastique afin d'obtenir l'emploi que vous souhaitez. Les personnes considérées comme plus attirantes ont statistiquement plus de chances "d'avoir" le poste que les personnes qui ne correspondent pas aux normes de beauté. Ceci est bien connu des Coréens et peut également affecter la santé mentale de la personne qui recherche un emploi avec la qualification requise mais qui ne satisfait pas la qualification de beauté.
Une étude de l'Université de Miami montre que la pression pour obtenir l'apparence "parfaite" peut provenir d'un sentiment d'infériorité si quelqu'un se considère comme moins attirant.

### Chirurgie d'emploi
La chirurgie de l'emploi est un phénomène courant en Corée du Sud. En raison de la forte concurrence sur le marché du travail, l'apparence est considérée comme un facteur important lors de l'embauche, ce qui pousse les gens à subir une intervention chirurgicale pour avoir un avantage sur leurs concurrents. En 2021, un projet de loi a été proposé pour prendre des mesures contre cette culture, interdisant aux entreprises de demander des photos à un CV. Une enquête de 2006 a montré que 80 % des entreprises publiques exigent des informations personnelles telles que des photos, tandis que 92,2 % des femmes en Corée s'attendent à être discriminées en raison de leur apparence lors d'un entretien d'embauche.

### Controverses
Les médecins fantômes sont un exemple d'un côté controversé de l'industrie de la chirurgie esthétique, risquant souvent la vie des patients en laissant des chirurgiens non qualifiés mener des opérations. Les médecins sont rarement punis devant les tribunaux car la pratique peut être difficile à prouver en raison du manque d'équipement de caméra dans les salles d'opération. La pratique s'est également étendue aux hôpitaux ordinaires, qui sont désormais tenus d'installer des caméras dans les salles d'opération. Dans les médias populaires, la peur des chirurgies fantômes faisait également partie de l'intrigue de Squid Game.
La Corée est souvent critiquée pour avoir des normes de beauté irréalistes, s'attendant souvent à ce que les femmes soient très au point où leur poids peut devenir malsain. Le mouvement "échapper au corset" va directement à l'encontre des normes de beauté du pays et de la promotion active des produits de beauté et de la chirurgie. Le mouvement vise à créer une positivité corporelle et à réduire les normes strictes que les femmes doivent respecter dans le pays.
"Let Me In" était une émission de télévision sud-coréenne controversée qui se concentrait sur la transformation complète, y compris la chirurgie plastique. Les participants doivent convaincre un panel que leur apparence leur complique la vie, cela va même jusqu'à demander à leurs parents de s'excuser pour leur apparence et leur manque de chirurgie plastique. Les participants sont présentés au public après leur relooking. L'émission a été fermée en 2015 en réponse à la quantité de controverses et de critiques, car l'émission a été accusée de rendre la chirurgie plastique plus attrayante pour ses téléspectateurs.